# II Liceum Ogólnokształcące im. Emilii Plater w Sosnowcu
Uniwersyteckie II Liceum Ogólnokształcące z Oddziałami Dwujęzycznymi im. Emilii Plater w Sosnowcu – liceum ogólnokształcące w Sosnowcu.

## Historia
Początki szkoły datuje się na 1907 rok, kiedy kurator Warszawskiego Okręgu Naukowego pozwolił Walentynie Mojkowskiej na założenie 7-klasowej pensji dla dziewcząt z programem żeńskich gimnazjów. Siedziba szkoły znajdowała się wtedy w budynku położonym w ścisłym centrum Sosnowca przy ulicy Modrzejowskiej 22. Kierownictwo szkoły objęła Józefa Siwik z Warszawy. Nauka przedmiotów odbywała się w języku polskim, z wyjątkiem zajęć z języka rosyjskiego, historii i geografii Imperium Rosyjskiego. W roku szkolnym 1907/1908 do placówki uczęszczało 139 uczennic.
W 1910 szkołę przejęła Józefa Siwikowa i nazwała ją prywatną szkołą handlową. W 1910 szkoła przeniosła się do nowego budynku przy ulicy Fabrycznej 7 (dziś ul. St. Małachowskiego 5).
W roku szkolnym 1917/1918 szkołę uspołeczniono. Stała się wówczas ośmioklasowym Gimnazjum Polskiej Macierzy Szkolnej. Jesienią 1918 drużyna harcerska działająca w szkole obiera imię Emilii Plater, które 3 lata później przejmie również szkoła. W 1934 po odejściu J. Siwikowej dyrekcję placówki w Zagłębiu obejmuje Janina Strączyńska.
1 października 1934 szkoła przenosi się do budynku przy ul. Parkowej 1, gdzie ma siedzibę do dziś. W roku szkolnym 1956/1957 zgodnie z nowymi trendami pedagogicznymi szkoła przekształcona została w placówkę koedukacyjną.
Zarządzeniem Ministra Wyznań Religijnych i Oświecenia Publicznego z 1937 zostało utworzone „III Państwowe Liceum i Gimnazjum im. Emilii Plater w Sosnowcu” (państwowa szkoła średnia ogólnokształcąca, złożona z czteroletniego gimnazjum i dwuletniego liceum), po wejściu w życie tzw. reformy jędrzejewiczowskiej szkoła miała charakter żeński, a wydział liceum ogólnokształcącego był prowadzony w typie humanistycznym i przyrodniczym. Pod koniec lat 30 XX w. szkoła funkcjonowała pod adresem ulica Wawel 1.

## Współczesność
Według rankingu liceów ogólnokształcących serwisu Perspektywy.pl na rok 2010 szkoła zajmowała drugie miejsce w Sosnowcu (po IV LO im. S. Staszica), siedemnaste w województwie śląskim i sto trzydzieste pierwsze w Polsce.
Szkoła uczestniczy w regatach wioślarskich, gdzie corocznie walczy z IV LO im. S.Staszica o puchar na jednym z sosnowieckich akwenów, Stawiki. W szkole prowadzona jest uczniowska gazetka szkolna „E!milka”, która jest wydawana jako miesięcznik.
Od 1993 w szkole odbywa się międzynarodowy konkurs poetycki, znany również jako Turniej Jednego Wiersza o Laur Plateranki. W konkursie oprócz utworów nadesłanych przez uczniów z Polski, nadchodzą także prace z Litwy oraz Ukrainy.

## Dyrektorzy
- Józefa Siwikowa (obejmowała stanowisko w latach 1907–1934)
- Janina Strączyńska (1934–1948)
- Anna Bagińska (1948–1952)
- Irena Ślenzak (1952–1973)
- Adam Kierkowski (1973–1987)
- Maria Bomska (1987–1992)
- Mirosława Soczyńska (1992–2012)
- Dorota Leszczyńska (2012–2017)
- Justyna Tulicka (od 1 IX 2017)

## Znani absolwenci i uczniowie[6]
- Paweł Barański
- Andrzej Bargieła (matura 1973)
- Jacek Borusiński (matura 1991)
- Jacek Cygan (matura 1968)

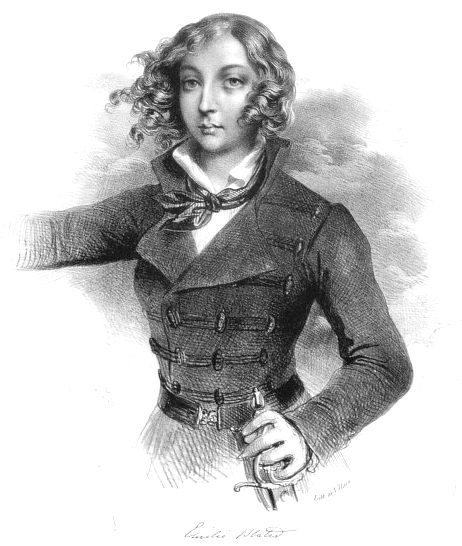
Emilia Plater – patron szkoły

- Małgorzata Śliwińska-Dajewska (matura 1977)
- Marek Deja (matura 1985)
- Alicja Dorabialska (uczennica 1908–1913)
- Zofia Drzazga (matura 1966)
- Maciej Eder (matura 1994)
- Beata Gaj (Kopeć) (matura 1989)
- Iga Gańczarczyk (matura 2000)
- Anna Górywoda (matura 1996)
- Maciej Hamankiewicz (matura 1973)
- Barbara Jarząb (Gałęziowska) (matura 1969)
- Barbara Jedynak (Gradzik)
- Ewa Jędryk-Czarnota (matura 1981)
- Paweł Jędrzejko (matura 1989)
- Andrzej Kamiński (matura 1964)
- Maria Klimas-Błahutowa
- Alina Kowalska (matura 1950)
- Anka (Anna) Kowalska (uczennica 1946–1949)
- Janina Kraupe-Świderska (matura 1938)
- Ewa Kucewicz-Czech
- Tadeusz Kwaśniak (matura 1968)
- Krzysztof Materna (matura 1966)
- Renarda Ocieczek (matura 1955)
- Jacek Owczarek (matura 1968)
- Marek Pacuła (matura 1963)
- Halina Rusek (matura 1972)
- Tomasz Sapota (matura 1989)
- Łukasz Simlat (matura 1996)
- Jacek Skorus (matura 1976)
- Mirosława Sokołowska-Mikołajczyk (matura 1968)
- Roman Sosnowski (matura 1989)
- Bogdan Święczkowski (matura 1989)
- Weronika Tofilska[7]
- Wanda Truszkowska (matura 1935)
- Paweł Walewski (matura 1986)
- Mirosława Woźna-Stankiewicz (matura 1966)
- Michał Wójcik (matura 1989)